# Boylston Street
Boylston Street ist der Name einer großen, von Westen nach Osten verlaufenden Durchgangsstraße in Boston im Bundesstaat Massachusetts der Vereinigten Staaten. In den westlichen Vororten von Boston gibt es noch eine weitere Straße mit diesem Namen. Die Boylston Street hieß im 18. Jahrhundert Frog Lane und später Common Street, bis sie zu Ehren des Händlers und Philanthropen Ward Nicholas Boylston letztmals umbenannt wurde. Boylston war ein Nachkomme von Zabdiel Boylston, wurde in Boston geboren und verbrachte dort einen Großteil seines Lebens. Nach ihm wurden ebenfalls der Boylston Market und die Stadt Boylston benannt.

## Straßenverlauf
Im Westen beginnt die Boylston Street an der Kreuzung von Park Drive und Brookline Avenue als vierspurige Straße und bildet bald darauf die nördliche Grenze der Back Bay Fens. An der Ipswich Street geht die Straße vom Stadtteil Fenway–Kenmore nach Back Bay über, wo sie ab der Dalton Street zu einer großen Verkehrsader wird. In Back Bay bildet die Boylston Street die nördliche Grenze des geschäftigen Copley Square und zugleich die südliche Begrenzung des Boston Public Garden. Sie verläuft weiter entlang der südlichen Grenze des Boston Common bis zur Tremont Street. Sie endet an der Washington Street im Zentrum von Boston, wo sie zur Essex Street wird.

## Sehenswürdigkeiten
- Saint Francis House – ehemaliges Gebäude der Boston Edison Electric Illuminating Company
- Boston Common
- Emerson College – einige Gebäude befinden sich entlang des Straßenverlaufs
- Boston Public Garden
- 500 Boylston Street – Bürogebäude der Postmoderne
- Trinity Church
- Copley Square
- Old South Church
- Boston Public Library
- Hynes Convention Center
- 941–955 Boylston Street – frühere Feuerwache und später im Besitz des Institute of Contemporary Art, heute Teil des Boston Architectural College
- Berklee College of Music
- Back Bay Fens
- Saint Clement’s Eucharistic Shrine

Das Rogers Building des MIT stand an der Adresse 497 Boylston Street, bevor das Institut 1916 nach Cambridge zog. Eine Plakette am Gebäude erinnert heute daran. Die Straße bildet traditionell die Zielgerade des Boston-Marathons. Auf einem Denkmal sind alle Sieger des Wettbewerbs aufgeführt und ein weiteres Denkmal an der Straße erinnert an die Opfer des Anschlags auf den Boston-Marathon 2013.

## Öffentlicher Personennahverkehr
Entlang der Boylston Street verläuft die MBTA-Green Line mit den Stationen Boylston, Arlington, Copley, Hynes Convention Center und Fenway (von Ost nach West).